# Moersdorf
Moersdorf (luxembourgeois: Méischdref) est une section de la commune luxembourgeoise de Rosport-Mompach située dans le canton d'Echternach.
La première mention de Moersdorf en 893 est Meroldi villa.